# Vågsjöns naturreservat
Vågsjöns naturreservat är ett naturreservat i Norrtälje kommun i Stockholms län.
Området är naturskyddat sedan 2005 och är 51 hektar stort. Reservatet ligger sydväst om Vågsjön. Reservatet består av barrskog och lövskog.